# Alexei Eremenko Senior
Pour les articles homonymes, voir Eremenko.
Alexei Eremenko Senior (en russe : Алексей Борисович Ерёменко), né le 17 janvier 1964 à Novotcherkassk, est un footballeur soviétique, russe et finlandais, devenu entraîneur en 2006
Ses fils Alexei Eremenko Jr et Roman Eremenko sont également des joueurs professionnels de football.

## Carrière
Formé au FK Rostov, Eremenko découvre la première division soviétique avec le FK SKA Rostov. En 1986, il est transféré au Spartak Moscou, où il découvre la coupe UEFA et avec lequel il termine à la troisième place puis remporte le championnat en 1987. Après des passages au Torpedo Moscou et au Dynamo Moscou, il quitte le championnat soviétique en 1990 pour la Finlande.
Il va connaître principalement deux clubs : le FF Jaro (de 1991 à 1994, de 1995 à 1997, puis de 2003 à 2005), et le HJK Helsinki (de 1999 à 2003), avec lequel il remporte à deux reprises le championnat et la coupe de Finlande. Il prend sa retraite sportive en 2005, à 41 ans.
Il se reconvertit comme entraîneur, d'abord au JBK (en), autre club de football de la ville de Jakobstad, puis au FF Jaro, son ancien club, en 2009.

## Palmarès
Spartak Moscou
- Champion d'Union soviétique en 1987.

 Torpedo Moscou
- Finaliste de la Coupe d'Union soviétique en 1988.

 HJK Helsinki
- Champion de Finlande en 2002 et 2003.
- Vainqueur de la Coupe de Finlande en 2000 et 2003.